# Munkbysjön
Munkbysjön är en sjö i Ånge kommun i Medelpad och ingår i Ljungans huvudavrinningsområde. Sjön har en area på 0,531 kvadratkilometer och ligger 187,2 meter över havet. Sjön avvattnas av vattendraget Gälebäcken.

## Delavrinningsområde
Munkbysjön ingår i det delavrinningsområde (692307-152929) som SMHI kallar för Utloppet av Munkbysjön. Medelhöjden är 231 meter över havet och ytan är 5,83 kvadratkilometer. Räknas de 6 avrinningsområdena uppströms in blir den ackumulerade arean 25,4 kvadratkilometer. Gälebäcken som avvattnar avrinningsområdet har biflödesordning 2, vilket innebär att vattnet flödar genom totalt 2 vattendrag innan det når havet efter 72 kilometer. Avrinningsområdet består mestadels av skog (66 procent) och öppen mark (11 procent). Avrinningsområdet har 0,52 kvadratkilometer vattenytor vilket ger det en sjöprocent på 8,9 procent.